# O scienza o religione - Perché la fede è incompatibile coi fatti
O scienza o religione - Perché la fede è incompatibile coi fatti (nome originale Faith Versus Fact: Why Science and Religion Are Incompatible) è un libro di Jerry A. Coyne pubblicato per la prima volta il 19 maggio 2015 dalla Reprint edizioni. In Italia l'opera è stata tradotta da Oscar Cavagnini e pubblicata nel novembre 2016 dalle edizioni Nessun Dogma.

## Soggetto
L'opera tratta dei mezzi affidabili che la moderna scienza utilizza, quali la ragione e lo studio empirico, per discernere la realtà con un ottimo grado di accuratezza mettendo il tutto a confronto con i mezzi per nulla affidabili utilizzati dalle religioni, come la fede, il dogma e la rivelazione. Inoltre il libro si sofferma sulle incoerenze delle "verità" presenti nelle diverse religioni e di come sia rischioso per il progresso scientifico il "Dio delle lacune" (ovvero l'imputare a fenomeni a noi sconosciuti una volontà divina archiviadone le ricerche).

## Capitoli
- Prefazione. Genesi del libro

1. Il problema
2. Che cosa è incompatibile
3. Perché l'accomodazionismo è un fallimento
4. La fede colpisce ancora
5. Perché è importante

- Ringraziamenti
- Riferimenti bibliografici
- Indice analitico

## Recensioni
Kirkus Reviews ha lodato il libro come: "importante e meritorio di un pubblico di mentalità aperta" aggiungendo anche che esso "fa una discussione chiara e convincente". Rau Olson per Booklist Online ha elogiato l'opera dicendo: "nessuno dei [nuovi Atei] rende meglio evidente il divorzio tra la religione e la scienza meglio di Coyne ".